# Худіївці

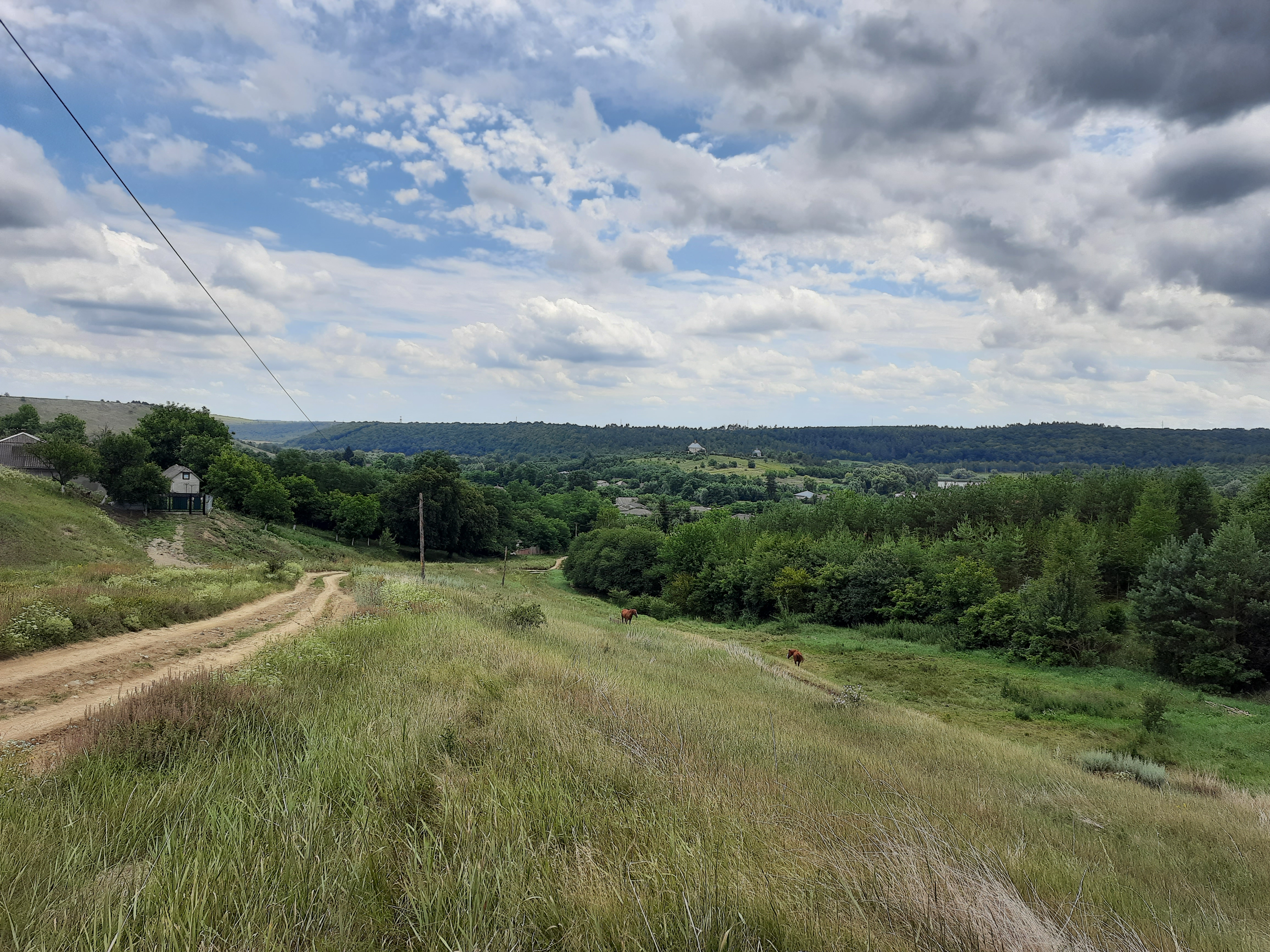
Вигляд на село

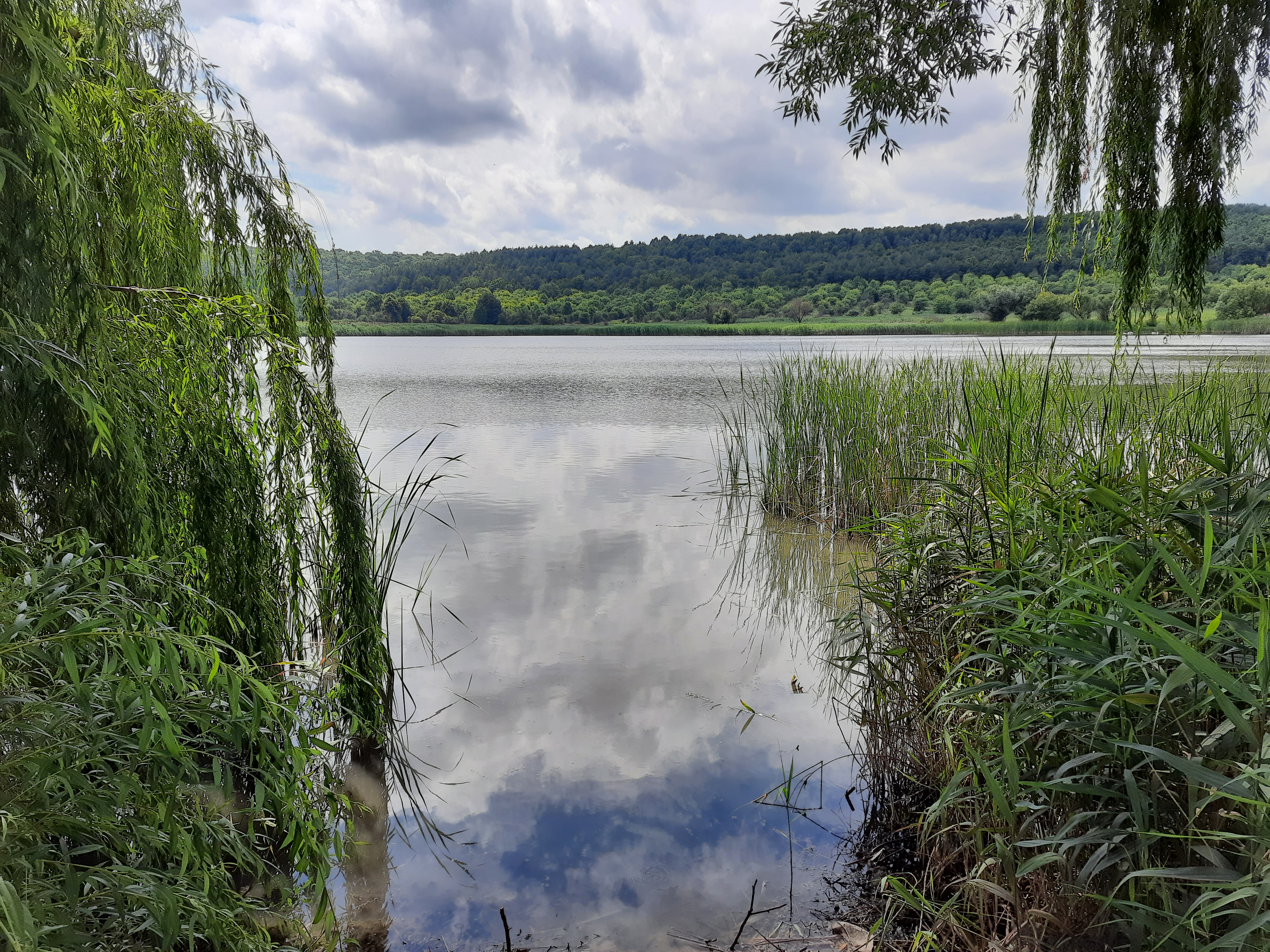
Став біля села

Худі́ївці —  село в Україні, у Борщівській міській громаді Чортківського району Тернопільської області. Розташоване на річці Нічлава, на південному заході району. Було підпорядковане колишній Шупарській сільраді.
Населення — 335 осіб (2007).

## Географія

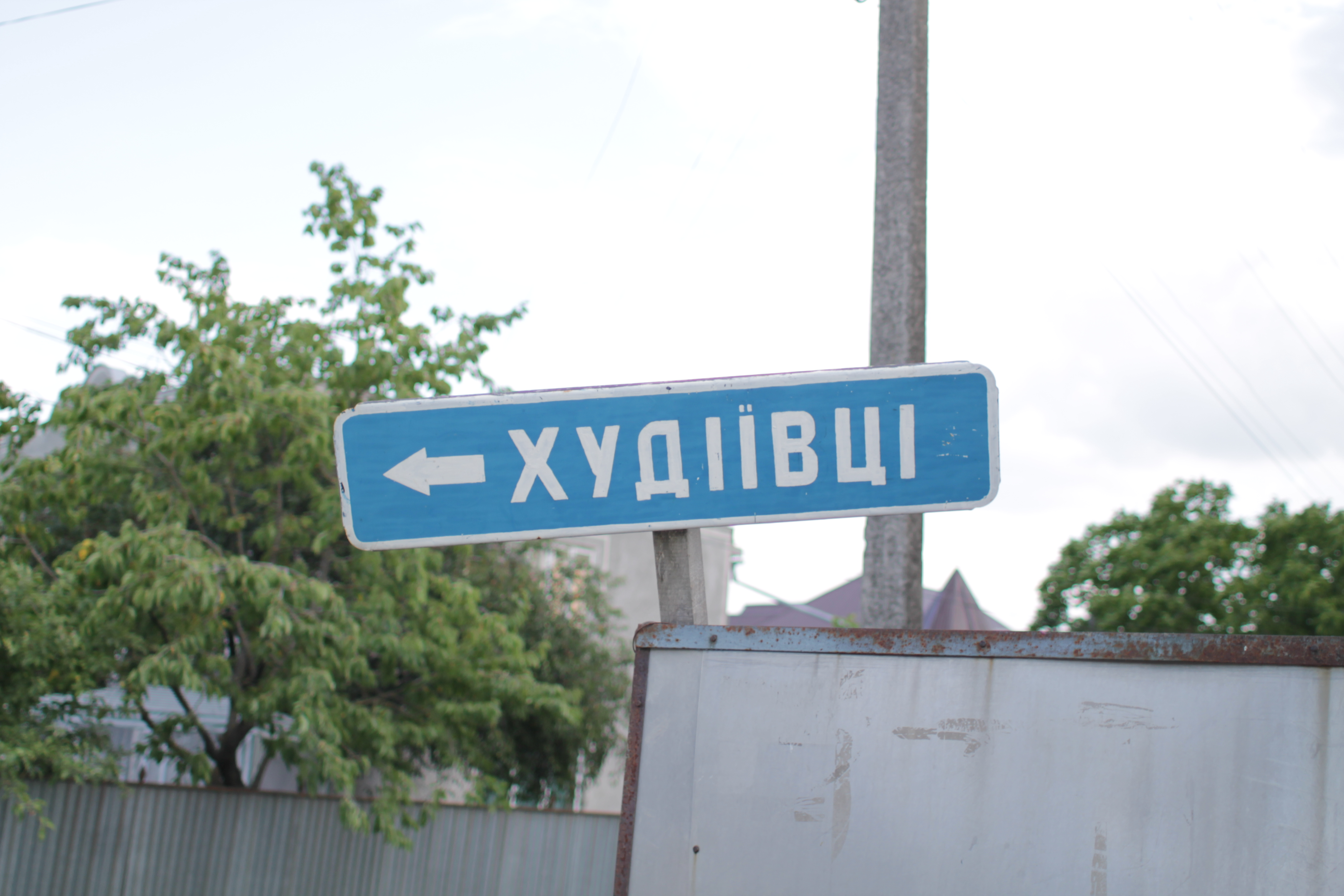
Худіївці, табличка

Село розташоване на відстані 377 км від Києва, 100 км — від обласного центру міста Тернополя та 11 км від міста Борщів.

## Історія

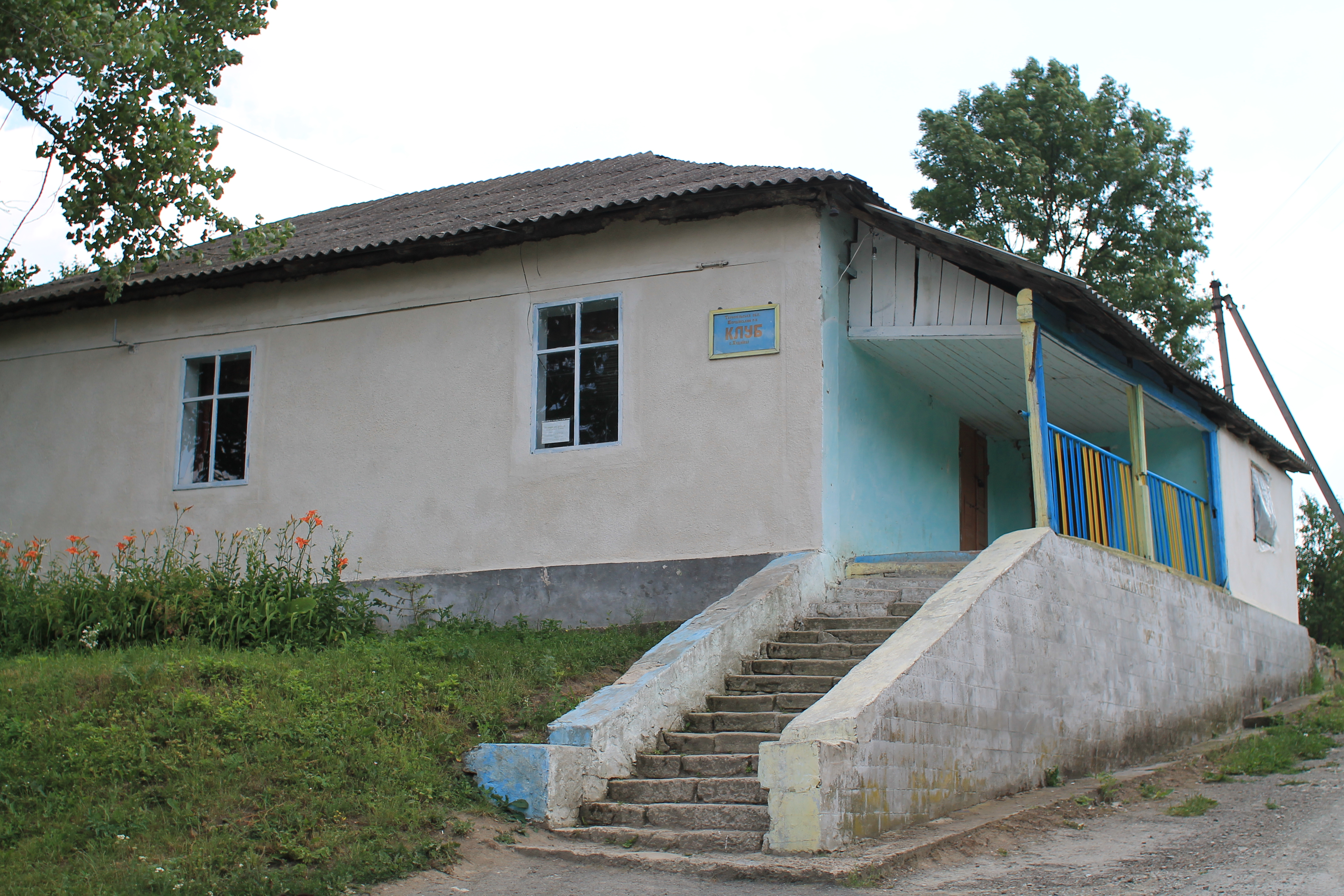
Клуб

Перша писемна згадка — 1525. У селі збереглися залишки Траянового валу. За легендою назва села походить від прізвища галицького отамана Худія, який живцем згорів з кількома дружинниками, обороняючи фортецю від татар. За іншою версією назва села від прізвища Худзійовський. Також є така інформація, що назва села походить від того що, колись-давно жив у селі пан, в нього були поля, сади, і було також багато худоби, корови, свині, вівці. але вівці були дуже дуже худі, ну і від цього назвали село Худіївці.
Діяли «Просвіта», «Луг», «Сільський господар» та інші українські товариства, кооперативу.
25 березня 1945 у Худіївцях відбувся великий бій куреня УПА «Бистрого» з загонами НКДБ, під час якого багато будівель спалено.
До 19 липня 2020 р. належало до Борщівського району.
З 20 листопада 2020 р. належить до Борщівської міської громади.

## Населення

### Мова
Розподіл населення за рідною мовою за даними перепису 2001 року:
| Мова       | Кількість | Відсоток |
| ---------- | --------- | -------- |
| українська | 340       | 99.13%   |
| російська  | 3         | 0.87%    |
| Усього     | 343       | 100%     |

## Пам'ятки

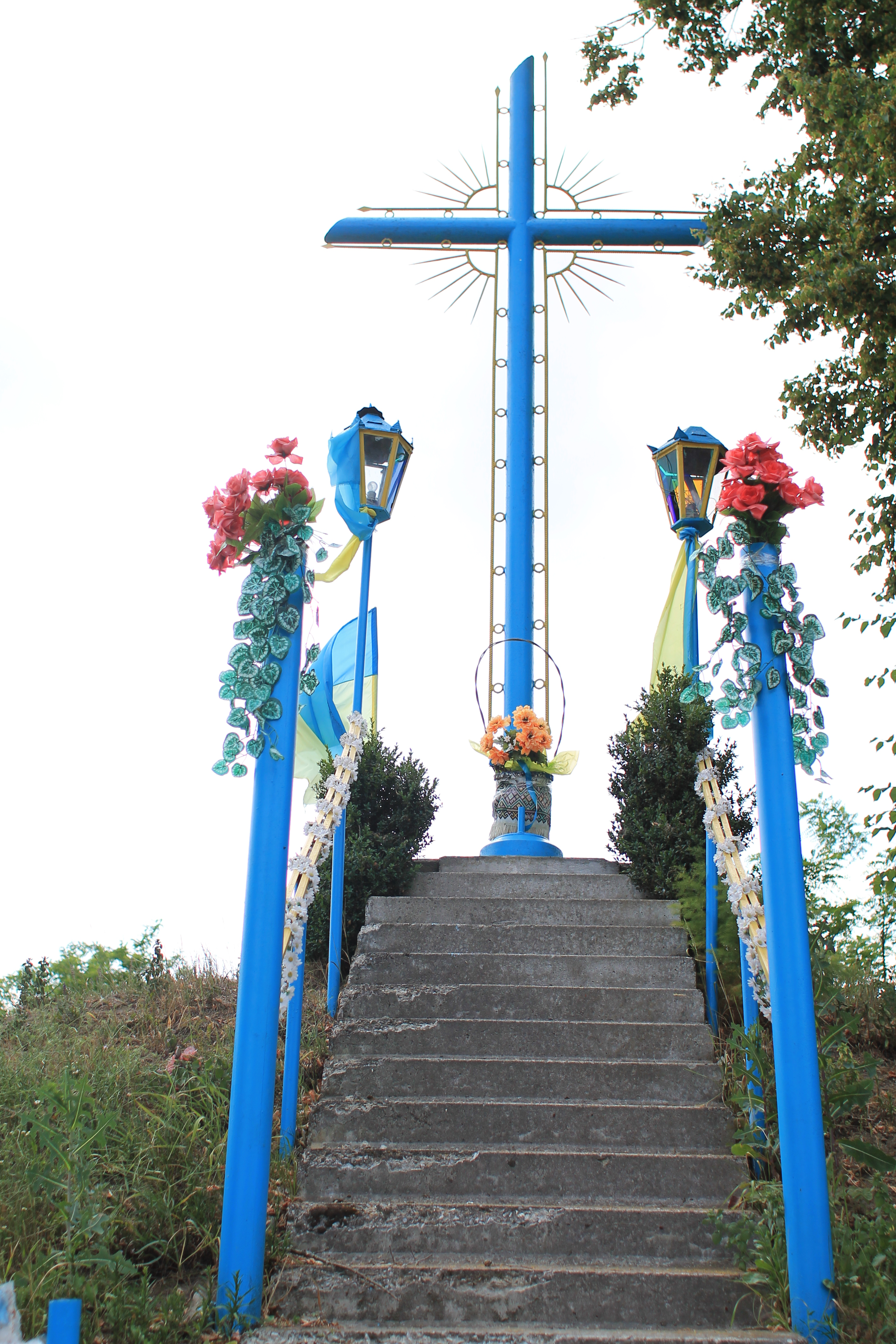
Символічна могила Борцям за волю України

Є церква святого Архістратига Михаїла (відновлена 1990).
Зберігся млин (поч. 18 ст.).
Споруджено пам'ятник воїнам-односельцям, полеглим у німецько-радянській війні, встановлено пам'ятний хрест на честь скасування панщини (1864), насипано символічну могилу Борцям за волю України (1990).

## Соціальна сфера
Працюють:
- ЗОШ 1 ступ.,
- сільський клуб.,
- бібліотека.,
- ФАП.

## Відомі люди

### Народилися
- заслужений артист України Владислав Прокіпчук,
- літератор, театральний режисер В. Дутчак,
- громадсько-культурний діяч Михайло Шафранюк,
- дитячий лікар М. Коробій.

Перший вчитель (Пригородський Іван Васильович)

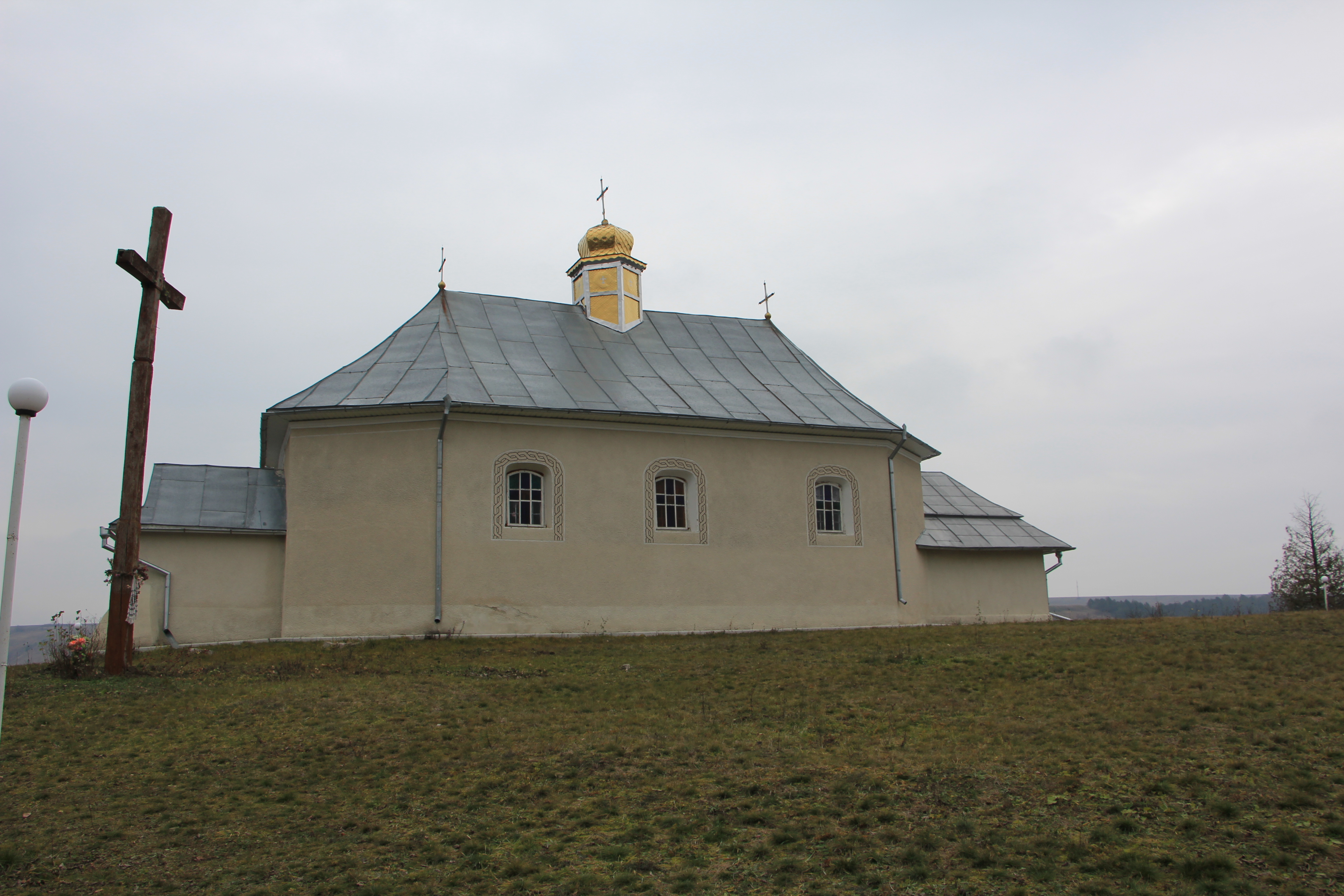
Церква св. Архістратига Михаїла
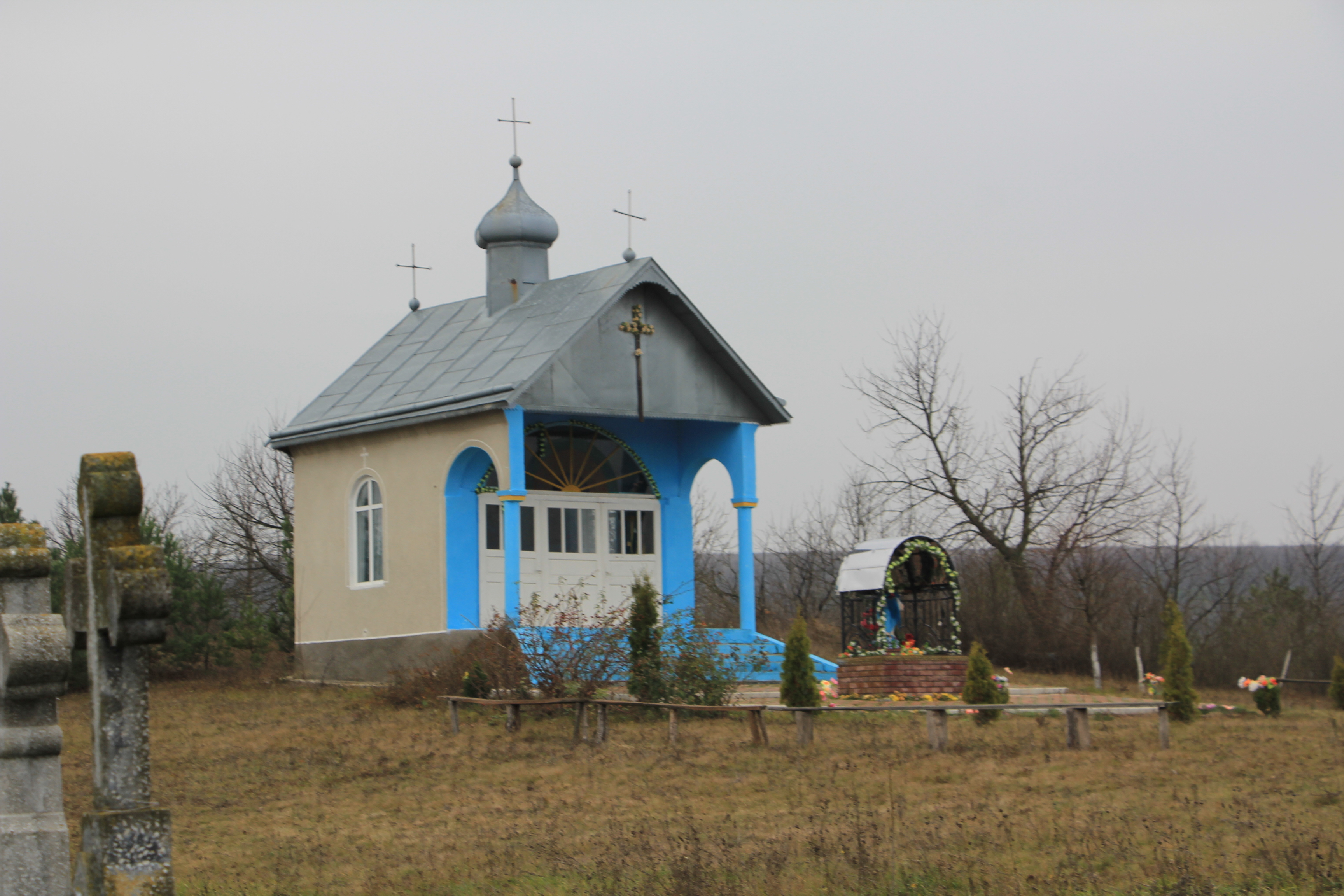
Церква св. Архістратига Михаїла (каплиця)
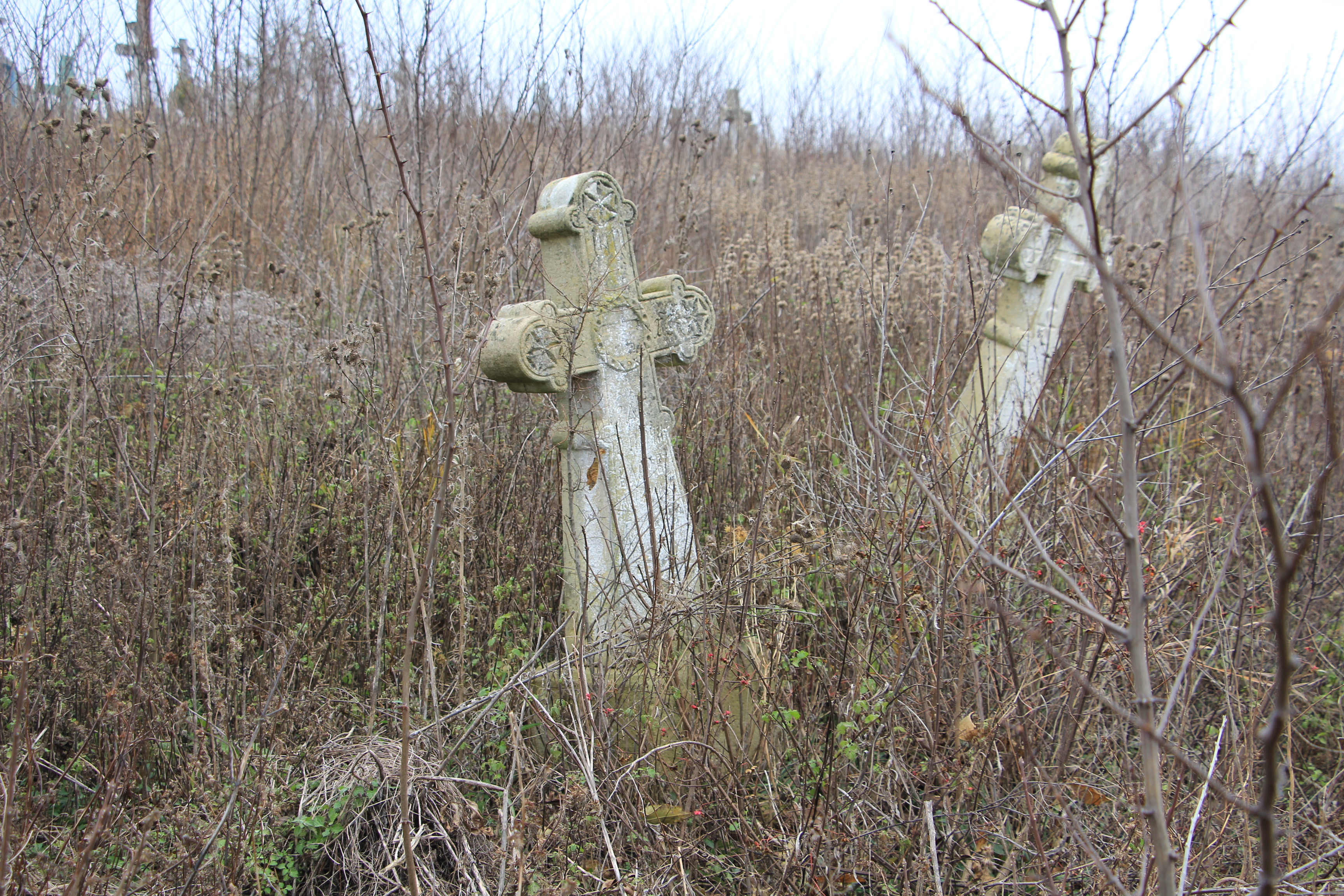
Старий цвинтар
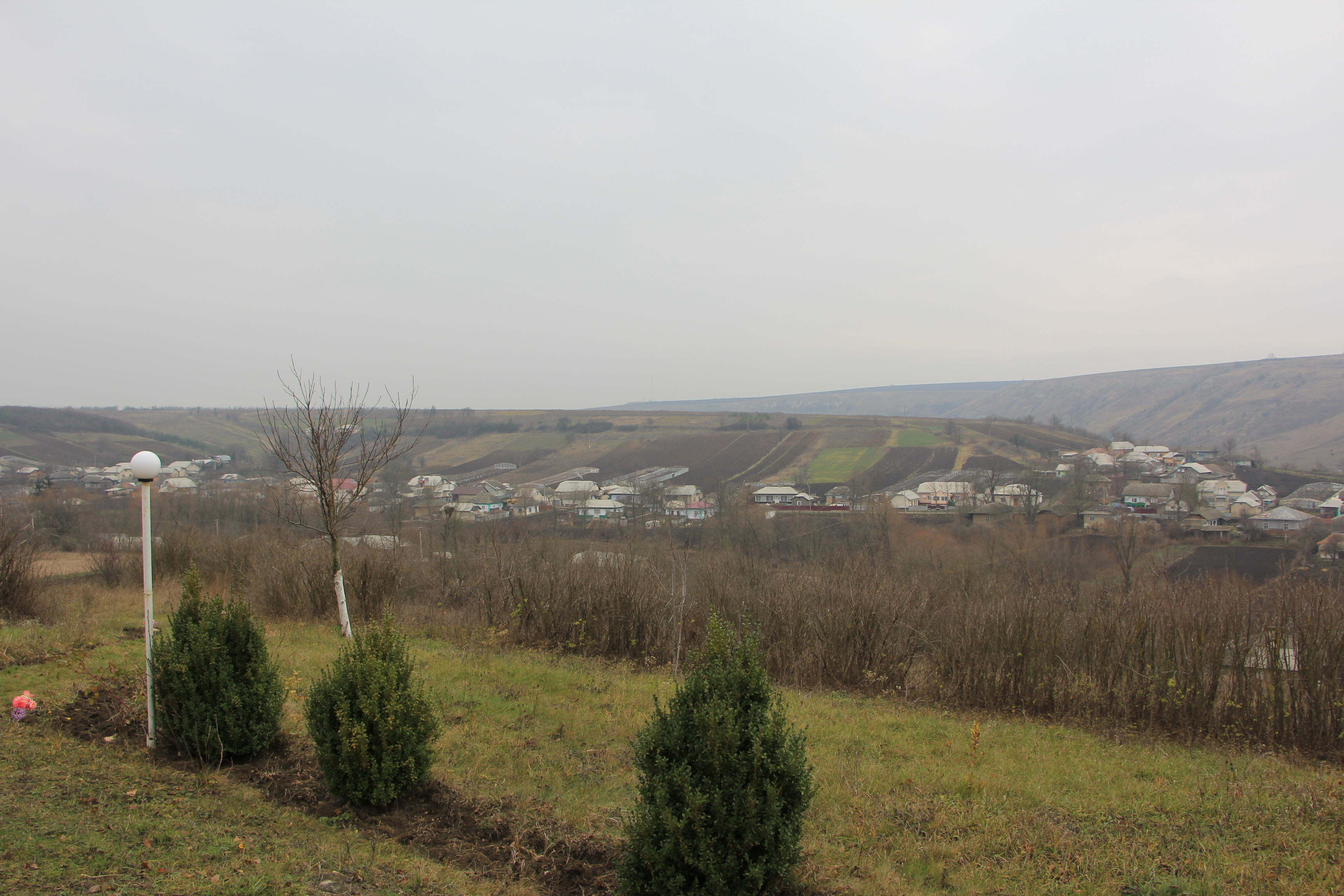
Панорама села
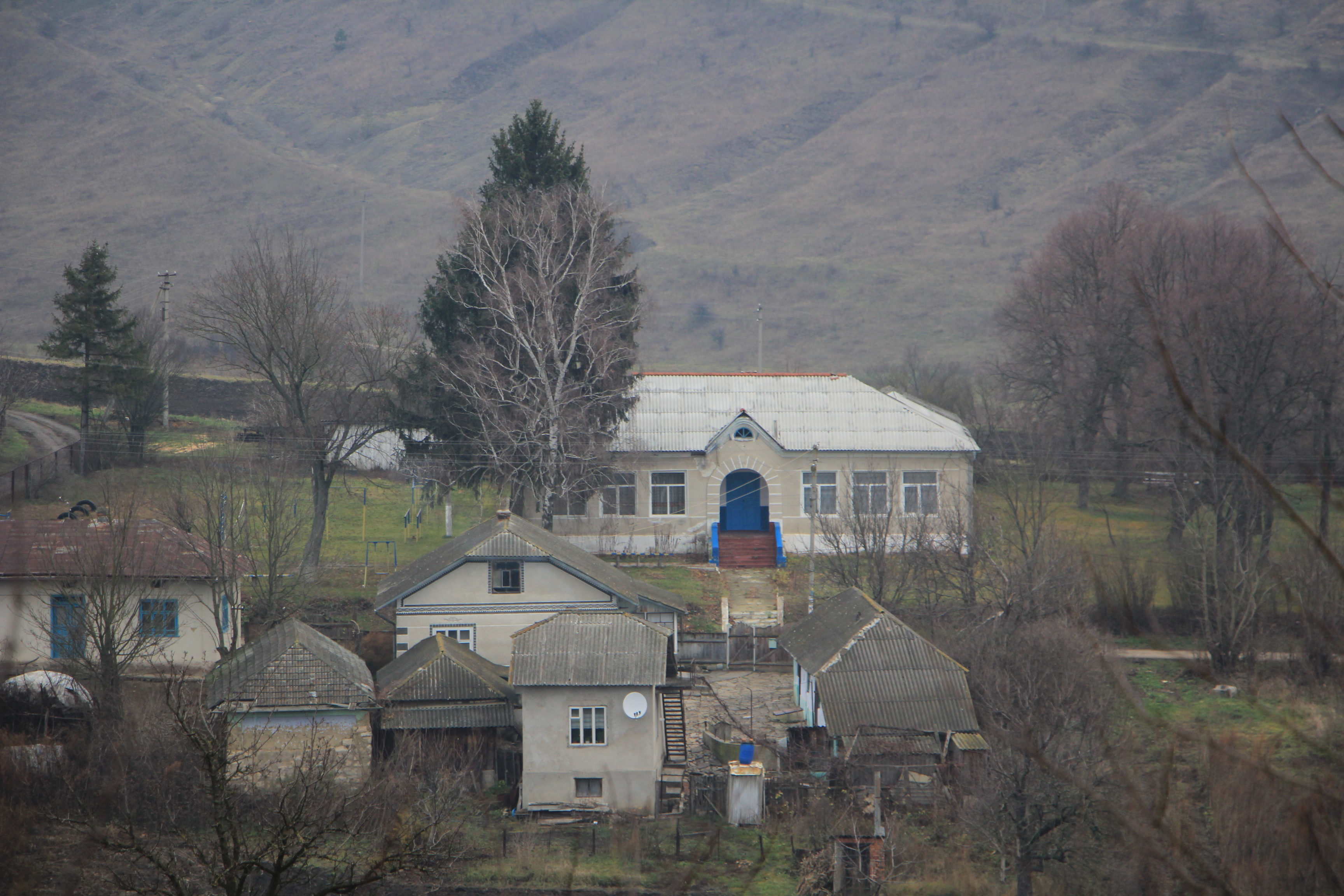
Панорама села